# 1968 en sport automobile
Chronologie du Sport automobile
1967 en sport automobile - 1968 en sport automobile - 1969 en sport automobile

## Les faits marquants de l'année1968enSport automobile
- Graham Hill remporte le Championnat du monde de Formule 1 au volant d'une Lotus-Ford.

## Par mois

### Janvier
- 1er janvier, (Formule 1) : Grand Prix automobile d'Afrique du Sud.

### Mars
- 17 mars : Race of champions

### Avril
- 25 avril : BRDC International Trophy

### Mai
- 12 mai : Grand Prix automobile d'Espagne.
- 26 mai (Formule 1) : Grand Prix automobile de Monaco.
- 30 mai : 500 miles d'Indianapolis

### Juin
- 9 juin (Formule 1) : Grand Prix automobile de Belgique.
- 23 juin : l'Écossais Jackie Stewart (Matra-Ford Cosworth) remporte sur le circuit de Zandvoort la 3e victoire de sa carrière en Formule 1 en s'imposant lors du GP des Pays-Bas devant le Français Jean-Pierre Beltoise (Matra, 2e) et le Mexicain Pedro Rodriguez (BRM, 3e).

### Juillet
- 7 juillet (Formule 1) : victoire du belge Jacky Ickx sur une Ferrari au Grand Prix automobile de France.
- 20 juillet (Formule 1) : Grand Prix de Grande-Bretagne.

### Août
- 4 août (Formule 1) : Grand Prix automobile d'Allemagne.
- 17 août : International Gold Cup

### Septembre
- 8 septembre (Formule 1) : Grand Prix automobile d'Italie.
- 22 septembre (Formule 1) : Grand Prix automobile du Canada.
- 28 septembre : départ de la trente-sixième édition des 24 Heures du Mans.
- 29 septembre : victoire de Pedro Rodriguez et Lucien Bianchi aux 24 Heures du Mans.

### Octobre
- 6 octobre (Formule 1) : Grand Prix automobile des États-Unis.

### Novembre
- 3 novembre (Formule 1) : Grand Prix automobile du Mexique.

## Naissances
- 13 janvier : Gianni Morbidelli, pilote automobile italien.
- 23 février : Hiroki Katoh, pilote automobile japonais.
- 24 février : Emanuele Naspetti, pilote automobile italien.
- 11 mai : Flavio Alonso Peña, pilote de rallye espagnol et canarien.
- 27 juillet : Ricardo Rosset, pilote automobile brésilien de Formule 3000 et de Formule 1.
- 5 août : Colin McRae, pilote  de rallye britannique. († 15 septembre 2007).
- 8 août : Masahiko Kageyama, pilote automobile japonais

- 1er septembre : Franck Lagorce, pilote automobile français devenu commentateur sportif à la télévision.
- 24 septembre : Matthew Marsh, pilote automobile britannique.
- 28 septembre : Mika Häkkinen, pilote automobile finlandais, champion du monde de Formule 1 en 1998 et 1999.
- 6 décembre : Christian Elder, pilote automobile américain de NASCAR Busch Series. († 12 août 2007).
- 20 décembre : Karl Wendlinger, pilote automobile autrichien, ayant disputé 41 Grands Prix de Formule 1 de 1991 à 1995.

## Décès
- 7 janvier : George Constantine, pilote automobile américain, (° 22 février 1918).
- 7 avril : Jim Clark, pilote automobile écossais. (° 4 mars 1936).
- 8 juin :  Ludovico Scarfiotti, pilote automobile italien. (° 18 octobre 1933).
- 7 juillet : Jo Schlesser, pilote automobile français, (° 18 mai 1928).
- 23 septembre : Luca Rangoni, pilote automobile italien.
- 9 novembre : Georges Delaroche, pilote automobile français, essentiellement en endurance, (° 12 janvier 1902).